# Chris Gerolmo
Chris Gerolmo és un guionista nominat al Globus d'Or, director, i cantant i compositor conegut per escriure el guió de la pel·lícula nominada a diversos premis de l'Acadèmia Crema Mississippi i el menys reeixit Més enllà de l'ambició protagonitzat per Richard Gere.
També ha escrit un llibre sobre la mort de la seva dona, Joan, per càncer el 2007. Es titula Death for Beginners, publicat per Patcheny Press el 2011. Viu a Brentwood (Califòrnia) amb els seus tres fills i el seu fillastre.

## Primera vida i educació
És fill de Frank Gero (1929–2014), un antic actor de teatre i director d'escena que després es va convertir en productor, i Woji Gero que va treballar al costat del seu marit en el negoci de producció a mitjans dels anys cinquanta. Va assistir a la Universitat Harvard a principis de la dècada de 1970 i es va graduar amb una llicenciatura en escriptura i realització de cinema.

## Treball de televisió
El 1995 Gerolmo va escriure i dirigir l'aclamat telefilm Ciutadà X, sobre l'assassí en sèrie rus Andrei Txikatilo. El guió de Gerolmo per Ciutadà X — basat en el llibre The Killer Department de Robert Cullen – li va valer una nominació a l'Emmy, un Premi del Sindicat de Guionistes d'Amèrica i un Premi Edgar, així com el Premi a la millor pel·lícula i a la millor direcció al XXVIII Festival Internacional de Cinema Fantàstic de Sitges.
També va co-crear amb Steven Bochco la sèrie militar drama de FX Networks Over There. També va escriure i interpretar la cançó del títol.
Va ser un productor consultor de The Bridge, un drama policial nord-americà a la cadena FX, basat en una sèrie de drama policial coproduïda el 2011 a Dinamarca i Suècia.

## Filmografia
| - Above Suspicion (2019) (guionista) - The Bridge (2013) (sèrie de televisió) (producer: 12 episodis, guionista: 1 episodi) - Certain Prey (2011) (telefilm) (teleplay) - Over There (2005) (sèrie de televisió) co-creador, guionista: 2 episodes - Ciutadà X (1995) (telefilm) (teleplay) - The Witness (1992) (curt televisiu) - Crema Mississippi (1988) (guionista) - Més enllà de l'ambició (1988) (guionista) |